# 仁田大八郎

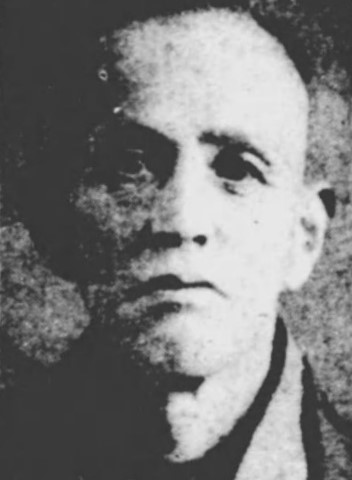
仁田大八郎

仁田 大八郎（にった だいはちろう 、1871年11月19日（明治4年10月7日） - 1945年（昭和20年）3月1日）は、明治から昭和時代前期の静岡県田方郡で活躍した実業家、政治家。

## 概要
1871年（明治4年）10月7日生まれ。仁田大八郎の実家は、源頼朝の鎌倉幕府草創に貢献した武将仁田忠常を遠祖とする名家の三十七代目でもある。静岡中学校に学ぶ。1896年（明治29年）に生地でもある静岡県仁田村（現在の函南町）に仁田信用組合を設立して組合長、1912年（大正元年）には静岡県信連会長、1923年（大正12年）産業組合中央会静岡支部会長を歴任した。1932年（昭和7年）には、帝国議会衆議院議員にもなった。1945年（昭和20年）3月1日死去。75歳。帝国大学卒。
仁田大八郎は、「人のために尽くすことは無駄にはならない」という考えの下、私財を投じて、田方農林学校の創立や伊豆箱根鉄道の前身となる駿豆電気株式会社の発起人となったり、伊豆仁田駅を開業させたりと、田方郡（主に函南町）地域の発展に尽力した人物でもある。その中で、特に顕著なのが、「丹那牛乳」ブランドの基礎となる酪農産業の発展へ寄与であると言われている。
なお、衆議院議員時代に、鳩山一郎との親交を深め、度々自宅に招いた。鳩山一郎が仁田大八郎にあてた「為仁田老兄」の書と二人が背広姿で撮った貴重な写真が現存する。

## 三島牛乳の時代
伊豆半島の乳業は、明治3年に修善寺の植田七郎が始めたとされる。明治21年に、仁田大八郎、丹那の川口秋平らが農馬の繁殖を目的とした伊豆産馬会社を設立し、搾乳業を開始。明治29年に会社を解散し、岩崎勝治郎らが設立した函陽社がこれを引継ぐも、需要が安定せず、明治34年に廃業。
大正6年に、三島市の東海加工品大場工場と森永製菓錦田工場がドライミルクの製造を始めたので、徐々に需要が安定してくるが、大正9年の(第一次世界大戦後の)戦後恐慌と大正12年の関東大震災で、大打撃を受ける。
そこで、仁田大八郎は乳価の値崩れ阻止のために、かねてから考えていた「伊豆畜産販売購買利用組合」を大正15年6月に設立し、組合長に選出された。大正15年12月15日には新たな販路である東京に牛乳を出荷した。尚、各地から集められた牛乳を大場の工場で殺菌冷却した後、大場駅から貨物で赤坂の工場まで運び瓶詰して、「三島牛乳」として販売していた。
ところが、組合は設立当初期待していた値崩れ阻止への効果はあったが、やはり需要が安定しなかったため、組合員の脱退が後を絶たなかった。そのために供給不足に陥り、米国企業のカーネーションミルクに身売り案が浮上、東洋製罐の高碕達之助に説得されて東洋製乳と定期契約を結んだ。しかし、三島の森永製菓の方が買取が高かったので、やはり組合員の脱退が相次ぎ、組合の生産量が激減。東洋製乳との債務不履行を起こし昭和14年に森永製菓に組合を身売りして、「伊豆畜産販売購買利用組合」と「三島牛乳」は消滅した。